# Gerhard Glaser

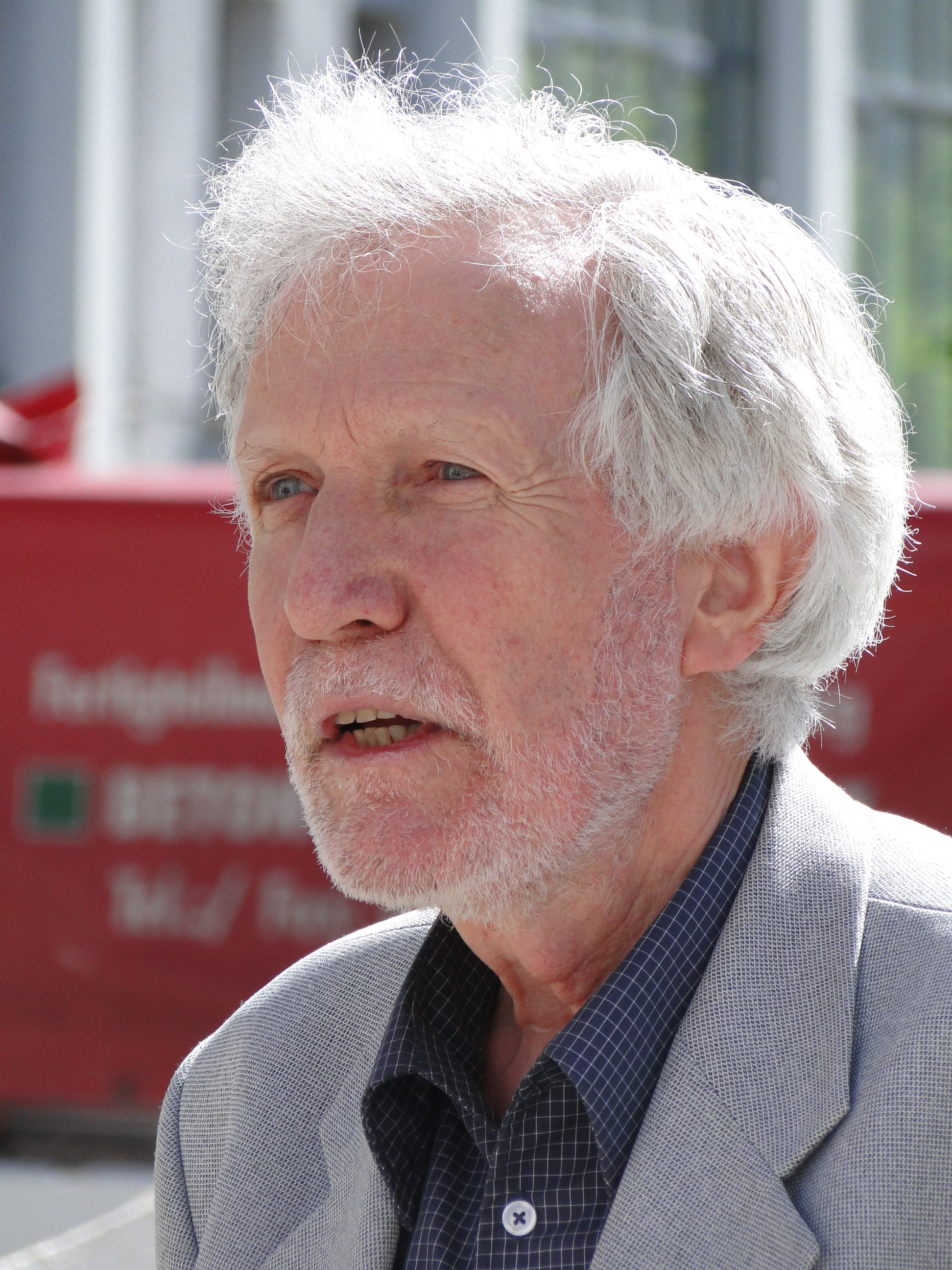
Gerhard Glaser (2011)

Gerhard Glaser (* 15. Februar 1937 in Halle) ist ein deutscher Architekt und Denkmalpfleger. Von 1993 bis 2002 war er als Sächsischer Landeskonservator tätig.

## Leben
Glaser besuchte die Latina der Franckeschen Stiftungen in Halle und schloss dort 1955 mit dem Abitur ab. Anschließend studierte er bis 1961 Architektur an der Technischen Hochschule Dresden. Schon zu dieser Zeit lieferte er einen Entwurf zum Wiederaufbau des Dresdner Schlosses. Bis 1965 war er als Architekt und Bauleiter in der Zwingerbauhütte tätig. Unter anderem arbeitete er am Dresdner Albertinum und am Deutschen Saal im Zwinger mit und war an der Sicherung des Dresdner Schlosses beteiligt. Danach arbeitete er bis 1976 in der Bauabteilung des Instituts für Denkmalpflege. Im Jahr 1975 folgte die Promotion zum Thema Das Grüne Gewölbe im Dresdner Schloss: Entwicklungslinien und Baugeschichte, Restaurierung und Rekonstruktion, Anpassung an den Massenbesuch. Anschließend baute er ab 1977 das Projektierungsatelier des VEB Denkmalpflege Dresden auf, das er bis 1981 leitete – so war er maßgeblich am Aufbau des Dresdner Denkmalpflegebetriebs überhaupt beteiligt.
Im Jahr 1982 wurde Glaser als Nachfolger von Hans Nadler Chefkonservator und Leiter der Arbeitsstelle Dresden am Institut für Denkmalpflege in Dresden. 

„Gerhard Glaser nutzte die ganze Autorität seines Amtes, um auf den drohenden Verlust wertvoller Altstadtkerne aufmerksam zu machen und flächenhafte Abbrüche zu verhindern. So blieben die großflächigen Verluste in Zwickau und Zittau die Ausnahme. Als Chefkonservator stand er zu seiner Verpflichtung, als die Kritik an der Baupolitik des Landes zum politischen Sakrileg stilisiert und die Mitarbeiter des Amtes durch Funktionäre verwarnt wurden.“

Im Oktober 1993 erfolgte seine Berufung zum Sächsischen Landeskonservator und Präsidenten des Sächsischen Landesamts für Denkmalpflege. 1994 berief ihn die Deutsche Akademie für Städtebau und Landesplanung zu ihrem Mitglied. Im folgenden Jahr nahm er eine Honorarprofessur für Denkmalpflege an der Hochschule für Technik und Wirtschaft Dresden an. Im Jahr 2002 ging er in den Ruhestand; seine Nachfolgerin als Sächsischer Landeskonservator wurde Rosemarie Pohlack.
Glaser ist verheiratet, hat drei Kinder und lebt in Heidenau.

## Veröffentlichungen (Auswahl)
- 1975: Das Grüne Gewölbe im Dresdner Schloss: Entwicklungslinien und Baugeschichte, Restaurierung und Rekonstruktion, Anpassung an den Massenbesuch (Diss.)
- 1981: Der Fürstenzug zu Dresden (mit Reiner Groß)
- 1994: Die Grützner-Villa: Geschichte und Sanierung eines Dresdner Bürgerhauses
- 1999: Sächsische Staatskanzlei, Sächsisches Staatsministerium für Umwelt und Landwirtschaft: 1904–1999
- 2001: Ständehaus: Präsident des Sächsischen Landtages, Oberlandesgericht, Landesamt für Denkmalpflege
- 2010: Kulturlandschaft Moritzburg: Bemühungen um ihre Bewahrung von 1945 bis 1990
- 2011: Historische Putze (mit Hans Albrecht Gasch)

## Auszeichnungen
Glaser wurde 1998 mit dem Bundesverdienstkreuz am Bande ausgezeichnet. Damit wurde sein erfolgreiches Wirken „für die Denkmalpflege in Sachsen, für den Erhalt und den Wiederaufbau wichtiger Kulturgüter des Landes und für die Wahrung denkmalpflegerischer Belange in der Architektur und der Stadtplanung gewürdigt.“
Am 4. Juni 2005 erhielt Glaser die Ehrenmedaille der Landeshauptstadt Dresden. Ausgezeichnet wurde er für sein Engagement im Zuge der Bewerbung des Dresdner Elbtals zum UNESCO-Weltkulturerbe.
Im Jahr 2008 wurde Glaser Ehrenbürger der Stadt Torgau. Die Stadt würdigte damit seine Verdienste um die Bewahrung der historischen Bausubstanz der Renaissancestadt.
Am 2. Juli 2021 verlieh ihm Ministerpräsident Michael Kretschmer den Sächsischen Verdienstorden.